# Jaunde
Jaunde (ang. Yaounde, fr. Yaoundé) – stolica i drugie co do wielkości miasto Kamerunu – ludność: 1,9 mln (2019). Stolica departamentu Mfoundi. Położone na wyżynie w południowo-zachodniej części Kamerunu, na wysokości 730 m n.p.m.
Jaunde zostało założone w 1888 przez niemieckich handlarzy kością słoniową. W czasie I wojny światowej miasto było okupowane przez wojska belgijskie. W 1922 stało się stolicą terytorium mandatowego Ligi Narodów pod administracją francuską – Kamerunu Francuskiego. Po uzyskaniu niepodległości w 1960 Jaunde zostało stolicą kraju.
Ośrodek handlu i przemysłu tytoniowego, spożywczego, ceramicznego i drzewnego.
Węzeł transportowy – lotnisko międzynarodowe i krajowe, linie kolejowe do Ngaoundéré i Duala, prywatne linie autobusowe. Przez miasto przebiegają drogi krajowe nr 1, 2, 3 i 10.
Jaunde jest siedzibą instytucji rządowych i przedstawicielstw zagranicznych (w dzielnicy Bastos). Główne atrakcje to Kameruńskie Muzeum Sztuki (w klasztorze benedyktyńskim), Kameruńskie Muzeum Narodowe (w dawnym pałacu prezydenckim), Muzeum Afhemi, ogród zoologiczny (w dzielnicy Mvog-Betsi).
W mieście znajdują się Uniwersytet w Jaunde i Catholic University for Central Africa. Jest w nim stadion im. Ahmadou Ahidjo.
Jaunde jest siedzibą Kościoła Katolickiego Mariawitów w Kamerunie, znajduje się tutaj katedra mariawicka pod wezwaniem Najświętszej Maryi Panny z Góry Karmel.